# Austrosynapha chilena
Austrosynapha chilena är en tvåvingeart som beskrevs av Duret 1980. Austrosynapha chilena ingår i släktet Austrosynapha och familjen svampmyggor. Inga underarter finns listade i Catalogue of Life.